# Rupert Grint
Rupert Alexander Lloyd Grint (sinh ngày 24 tháng 8 năm 1988) là một diễn viên nổi tiếng với vai Ronald Weasley trong loạt phim Harry Potter.

## Tuổi thơ
Grint sinh tại Harlow, Essex và lớn lên ở Hertfordshire. Mẹ anh, Joanne Grint (tên thời con gái là Parsons), là một bà nội trợ, và cha anh, Nigel Grint, buôn bán đồ lưu niệm xe đua. Anh có một em trai, James (sinh năm 1990), và ba em gái: Georgina (1993), Samantha (1995) và Charlotte (1998). Trước khi được nhận vai diễn trong series phim Harry Potter, cậu bé mới chỉ tham gia các vở kịch ở trường và nhóm hát kịch địa phương, Top Hat Stage School, bây giờ vẫn còn hoạt động ở Hertford phụ trách bởi Warren Bacci. Hồi nhỏ, có lần cậu đã đóng vai một con cá trong vở kịch dựa trên truyện Noah’s Ark. Cậu cũng đã đóng Rumpelstilitskin trong một vở kịch khác ở trường. Hồi nhỏ, cậu cũng từng làm tình nguyện cho nhà thờ địa phương với vai trò làm người rung chuông.
Rupert học tiểu học tại trường St Josephs Primary School ở Hertford, một trường dòng.

## Sự nghiệp
Là một fan hâm mộ bộ truyện Harry Potter, cậu bé Grint đã mong muốn được đóng một vai trong bộ phim. Để được thử vai, cậu đã gửi một cuộn băng cậu tự quay chính mình, trong vai một thầy giáo đọc rap về việc cậu muốn nhận vai diễn đó như thế nào; Grint đã chiến thắng bằng cuộn băng đó. Sau khi hoàn thành tập phim Harry Potter đầu tiên, cậu đã đóng vai cậu nhóc biết tuốt Alan A. Allen trong bộ phim điện ảnh Thunderpants (2002). Năm 2002, 2004, 2005, 2007, 2009 và 2010, Grint tiếp tục đóng vai Ron Weasley trong các tập phim Harry Potter tiếp theo Harry Potter and the Chamber of Secrets, Harry Potter and the Prisoner of Azkaban, Harry Potter and the Goblet of Fire, Harry Potter and the Order of the Phoenix, Harry Potter and the Half-Blood Prince và Harry Potter and the Deathly Hallows.
Grint cũng đóng vai chính trong Driving Lessons, phát hành vào mùa hè 2006. Anh đã nhận được những lời khen ngợi đặc biệt cho vai chính đầu tiên của mình: các nhà phê bình khen ngợi sự chân thực anh đã đem lại cho vai diễn cậu trai tuổi teen nhút nhát Ben Marshall, cũng như "riotous comedic timing" (khả năng sử dụng nhịp điệu và ngắt âm để tạo hiệu quả cao đối với những câu nói đùa) và "fantastic screen chemistry" (phản ứng tuyệt vời trên màn ảnh) với Walters.
Cũng nổi tiếng với vai trò lồng tiếng trên phát thanh và truyền hình, anh đã vào vai Nigel Molesworth trong series Baggy Trousers trên BBC Radio 4 và lồng tiếng Peter Pan trong một phim tài liệu của BBC.
Ngày 9 tháng 7 năm 2007, Grint và các bạn diễn Daniel Radcliffe và Emma Watson đã để lại dấu tay, dấu chân và đũa phép trước Grauman’s Chinese Theater ở Hollywood.
Ngày 2 tháng 7 năm 2008, thông tin Grint sẽ tham gia trong bộ phim kinh dị xã hội Cherrybomb, cùng với Robert Sheehan và Kimberley Nixon, được công bố. Việc đóng phim hoàn tất vào cuối tháng 8 năm 2008; ra mắt ở UK vào 23 tháng 4 năm 2010.
Trong khi chỉ đạo diễn xuất phim Prisoner of Azkaban, đạo diễn Alfonso Cuarón đã nói Grint là "ngôi sao tương lai tiềm năng trong bộ ba trường Hogwarts".
Anh lồng tiếng cho Ron Weasley trong các video game Harry Potter and the Order of the Phoenix và Harry Potter and the Half-Blood Prince.
Michael McGuire, một nhà báo của tờ Examiner, đã nói về diễn xuất của Grint trong Harry Potter and the Half-Blood Prince như thế này:
"Lần đầu tiên tôi nhận ra giá trị của Rupert Grint. Đối với tôi, cậu ấy vẫn luôn là "cái người kia" trong series phim Potter, nhưng giờ cậu ấy đã thực sự tiến bộ trong phần này và, nếu cậu ấy vẫn giữ vững được điều đó, cậu ấy có thể sẽ là người nhận được những điều tốt đẹp nhất của bộ ba trong vòng một thập kỷ tới."
Rupert Grint xuất hiện trong mục Star in a Reasonably Priced Car (Ngôi sao trong một chiếc xe giá cả phải chăng) Số Ba trong Series Mười Lăm của Top Gear, lập một kỷ lục vòng đua mới với chiếc Kia Cee’d, tuy nhiên kỷ lục này bị phá vỡ hai tuần sau đó bởi Cameron Diaz và Tom Cruise.
Grint đã đóng chung với Bill Nighy và Emily Blunt trong phim Wild Target, một phim hài làm lại của phim Pháp Cible Emouvante năm 1993. Bộ phim ra mắt ở UK vào 18 tháng 6 năm 2010.
Ngày 6 tháng 1 năm 2011, Grint xuất hiện dưới tư cách khách mời trong chương trình Come Fly With Me.

## Phim đã tham gia

### Phim
| Năm  | Tựa đề                                        | Vai                 | Đạo diễn                         |
| ---- | --------------------------------------------- | ------------------- | -------------------------------- |
| 2001 | Harry Potter and the Philosopher's Stone      | Ron Weasley         | Chris Columbus                   |
| 2002 | Harry Potter and the Chamber of Secrets       | Ron Weasley         | Chris Columbus                   |
| 2002 | Thunderpants                                  | Alan A. Allen       | Peter Hewitt                     |
| 2004 | Harry Potter and the Prisoner of Azkaban      | Ron Weasley         | Alfonso Cuarón                   |
| 2005 | Harry Potter and the Goblet of Fire           | Ron Weasley         | Mike Newell                      |
| 2006 | Driving Lessons                               | Ben Marshall        | Jeremy Brock                     |
| 2007 | Harry Potter and the Order of the Phoenix     | Ron Weasley         | David Yates                      |
| 2009 | Harry Potter and the Half-Blood Prince        | Ron Weasley         | David Yates                      |
| 2010 | Cherrybomb                                    | Malachy McKinney    | Glenn Leyburn & Lisa Barros D'Sa |
| 2010 | Wild Target                                   | Tony                | Jonathan Lynn                    |
| 2010 | Harry Potter and the Deathly Hallows – Part 1 | Ron Weasley         | David Yates                      |
| 2011 | Harry Potter and the Deathly Hallows – Part 2 | Ron Weasley         | David Yates                      |
| 2012 | Cross of Honour                               | Gunner Robert Smith | Petter Næss                      |
| 2013 | The Necessary Death of Charlie Countryman     | Karl                | Fredrik Bond                     |
| 2013 | CBGB                                          | Cheetah Chrome      | Randall Miller                   |
| 2013 | The Unbeatables                               | Amadeo (voice)      | Juan José Campanella             |
| 2014 | Postman Pat: The Movie                        | Josh (voice)        | Mike Disa                        |
| 2015 | Moonwalkers                                   | Jonny               | Antoine Bardou-Jacquet           |

### Truyền hình
| Năm       | Tựa đề                                            | Vai trò                | Notes                                                      |
| --------- | ------------------------------------------------- | ---------------------- | ---------------------------------------------------------- |
| 2005      | Happy Birthday Peter Pan                          | Peter Pan (voice)      | TV documentary special                                     |
| 2010      | Come Fly with Me                                  | Chính mình             | BBC One mockumentary television comedy series, one episode |
| 2012      | American Dad!                                     | Liam (voice)           | Episode: "Killer Vacation"                                 |
| 2016      | Tracey Ullman's Show                              | Chính mình             | 1 episode                                                  |
| 2017–nay  | Sick Note                                         | Daniel Glass           | Series (Sky One)                                           |
| 2017–2018 | Snatch                                            | Charlie Cavendish      | Series (Sony Pictures Television)                          |
| 2017      | Urban Myths                                       | August "Gustl" Kubizek | Episode: "Adolf the Artist"                                |
| 2018      | The ABC Murders                                   | Inspector Crome        | TV mini-series                                             |
| 2019–nay  | Servant                                           | Julian Pearce          | Series (Apple TV+)                                         |
| 2022      | Harry Potter 20th Anniversary: Return to Hogwarts | Chính mình             | Cuộc đoàn tụ đặc biệt                                      |

### Trò chơi điện tử
| Năm  | Tựa đề                                         | Vai trò             | Notes |
| ---- | ---------------------------------------------- | ------------------- | ----- |
| 2007 | Harry Potter and the Order of the Phoenix      | Ron Weasley (voice) |       |
| 2009 | Harry Potter and the Half-Blood Prince         | Ron Weasley (voice) |       |
| 2010 | Harry Potter and the Deathly Hallows - Part I  | Ron Weasley (voice) |       |
| 2011 | Harry Potter and the Deathly Hallows - Part II | Ron Weasley (voice) |       |

### Kịch
| Năm  | Tựa đề           | Vai trò      | Notes                                                       |
| ---- | ---------------- | ------------ | ----------------------------------------------------------- |
| 2013 | Mojo             | Sweets       | Stage production at the Harold Pinter Theatre, London       |
| 2014 | It's Only a Play | Frank Finger | Stage production at the Gerald Schoenfeld Theatre, Broadway |

### Video âm nhạc
| Năm  | Tựa đề                | Format      | Notes                                        |
| ---- | --------------------- | ----------- | -------------------------------------------- |
| 2011 | "Lego House"          | Music Video | Song by English singer-songwriter Ed Sheeran |
| 2012 | "Over the Rainbow"    | Song        | Into the White Soundtrack                    |
| 2014 | "Struck by Lightning" | Song        | Postman Pat: The Movie Soundtrack            |

### Vai trò khác
| Năm  | Tựa đề         | Vai trò    | Notes                            |
| ---- | -------------- | ---------- | -------------------------------- |
| 2003 | Baggy Trousers | Molesworth | Series, BBC Radio 4              |
| 2012 | We Are Aliens  | Narrator   | The National Space Centre's Show |

## Cuộc sống riêng
Tháng Bảy năm 2004, Grint tốt nghiệp Richard Hale School, hoàn thành bài thi GCSE. Khi rảnh rỗi, anh thích học đi xe đạp một bánh, vẽ tranh biếm họa, xem đá bóng (câu lạc bộ Tottenham Hotspur) và chơi golf. Anh từng cho biết, giống như nhân vật mình khắc họa, Ron Weasley, anh mắc chứng sợ nhện.
Grint đã mua một chiếc xe bán kem và nói đùa rằng nếu anh không còn đóng phim được nữa sau bảy tập Harry Potter, anh vẫn còn có chiếc xe. Theo lời bạn diễn Emma Watson trong chương trình phỏng vấn với Conan O’Brien, chiếc xe có đầy đủ kem topping và các loại thiết bị khác. Anh cũng mang nó tới ngày làm phim cuối cùng của Harry Potter and the Deathly Hallows và làm kem cho đoàn làm phim.
Tháng Chín năm 2007, Grint và các bạn diễn, cùng với David Heyman và David Yates, đã tham dự National Movie Awards. Anh được đề cử giải Best Actor nhưng cuối cùng đã mất nó vào tay bạn diễn Daniel Radcliffe.
Hãng chăm sóc tóc Brylcreem đã đăng danh sách các kiểu tóc nam đẹp nhất và tệ nhất trong giới nổi tiếng năm 2007, trong đó kiểu tóc của Rupert Grint nằm trong Top 5 Kiểu Tóc Nam Đẹp Nhất, và bạn diễn của anh, Daniel Radcliffe, nằm trong Top 5 Kiểu Tóc Nam Tệ Nhất.
Daniel Radcliffe đã nói trong tờ Empire (số Tháng Tám 2008) rằng mặc dù Grint và Emma Watson có nhiều điểm bất đồng, không bao giờ có thể cãi nhau với Grint vì anh là "người bình tĩnh nhất trên thế giới".
Grint đã phát biểu anh cho rằng bản thân mình và các bạn diễn Emma Watson và Daniel Radcliffe đã rất ‘may mắn’ khi tránh được các vấn đề nghiêm trọng hơn mà các ngôi sao nhí thường mắc phải. Cả ba vẫn hay nhắc tới tình bạn "giống tình anh em hơn" của họ khi đã quen biết nhau từ khi còn nhỏ.
Khi được hỏi anh có muốn giữ một vật kỷ niệm từ series phim Harry Potter, Grint thừa nhận rằng sau khi đóng máy phần Goblet of Fire năm 2005 anh đã bí mật lấy cắp quả trứng vàng sử dụng trong bộ phim, điều mà sau đó có lẽ đã gây ra "một chút cãi vã" với bên đạo cụ.

## Giải thưởng và đề cử
- 2002, Empire Award, hạng mục Best Debut cho Harry Potter and the Philosopher’s Stone — Đề cử.
- 2002, Satellite Award, hạng mục Outstanding New Talent cho Harry Potter and the Philosopher’s Stone — Đạt giải.
- 2002, Young Artist Award, hạng mục Most Promising Young Newcomer cho Harry Potter and the Philosopher’s Stone — Đạt giải.
- 2002, Young Artist Award, hạng mục Best Ensemble in a Feature Film cho Harry Potter and the Philosopher’s Stone — Đề cử.
- 2003, PFCS Award, hạng mục Best Acting Ensemble cho Harry Potter and the Chamber of Secrets — Đề cử.
- 2006, MTV Movie Award, hạng mục Best On-Screen Team cho Harry Potter and the Goblet of Fire — Đề cử.
- 2007, National Movie Award, hạng mục Best Performance by a Male cho Harry Potter and the Order of the Phoenix — Đề cử.
- 2009, Scream Award, hạng mục Best Supporting Actor cho Harry Potter and the Half-Blood Prince — Đề cử.
- 2009, Portrait Choice Award, hạng mục Best Male Movie Performance cho Harry Potter and the Half-Blood Prince — Đề cử.
- 2010, People’s Choice Award, hạng mục Favourite On-Screen Team cho Harry Potter and the Half-Blood Prince — Đề cử.
- 2010, Bravo Otto, hạng mục Movie Star cho Harry Potter and the Half-Blood Prince — Đạt giải.